# Nasafjälls silververk
Nasafjälls silververk var en silverutvinning i Pite lappmark som pågick under två perioder, 1635–1659 och 1770–1810. Malmen bröts på Nasafjället (Sillbanássja) strax öster om gränsen mot Norge. Smältningen skedde under den första perioden i Silbojokk vid Sädvvájávrre i Skellefteälven, under den andra perioden i Adolfström vid Laisälven. Anläggningarna kallades också för Piteå silververk. Det var den första större mineralutvinningen i övre Norrland och ledde till bildandet av ett tionde bergmästardöme.
Den totala produktionen uppgick under den första perioden till ungefär 860 kilo silver och 255 ton bly. Under den andra perioden producerades drygt 110 kilo silver och 21 ton bly.
Nasafjällsverket har fått dåligt eftermäle eftersom verksamheten under den första perioden bedrevs med tvångsrekryterad arbetskraft. Själva gruvbrytningen utfördes till stor del av män från kustsocknarna som uttagits till krigstjänst. Malmtransporterna sköttes av samer med rendragna ackjor (renforor). De fick ersättning för arbetet, men kunde inte själva välja om de skulle utföra skjutsarna. Renskötseln blev lidande och många samer lämnade regionen, vilket ledde till att de som blev kvar fick tjänstgöra i allt längre perioder och utsattes för allt hårdare press. Många är berättelserna om de hårda bestraffningar och tvångsåtgärder som samerna utsattes för med anledning av Nasafjälls silververk. Det finns dock få belägg för vilka åtgärder som faktiskt vidtogs.

## Bakgrund

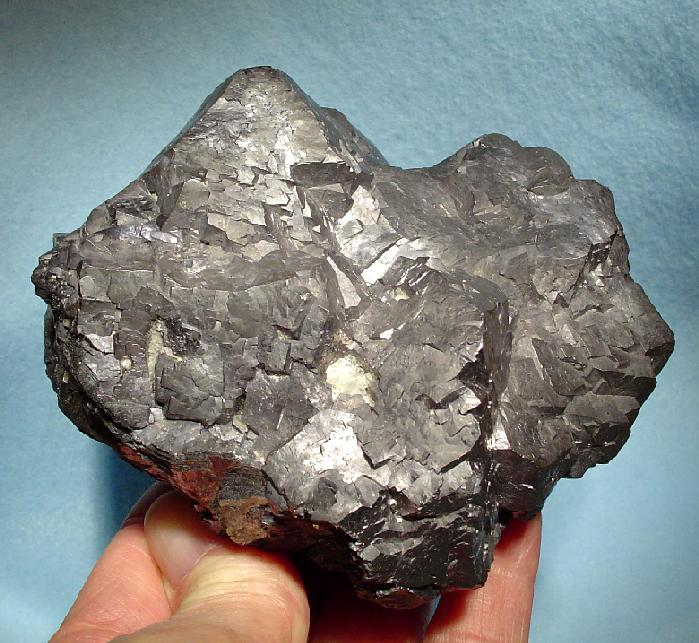
Blyglans.

Den aktuella silverfyndigheten ligger på Nasafjället, ungefär 1 000 meter över havet, cirka 800 meter öster om gränsen mot Norge. Huvudbergarten är finkornig gnejs med en malmförande kvartsmassa. Malmmineralen utgörs av zinkblände, magnetkis, blyglans, antimonit och boulangerit. Det mineral som gjorde platsen intressant för gruvbrytning var blyglansen, som innehöll 0,136–0,178 % silver. I ett internationellt perspektiv är detta en hög andel.
Malmförekomsten upptäcktes troligen 1634 av samen Per Olofsson, som rapporterade sitt fynd till den svenske diamantbrytaren och pärlfiskaren Jöns Persson. En provbrytning ägde rum redan hösten 1634, och resultatet betraktades som mycket lovande. Eftersom Sverige hade stora finansiella problem efter åratal av krig kom det nya fyndet som en skänk från ovan.
| ”                                                         | Man hoppas här, näst Guds tillhjälp, så skall det bliva de svenskas Västindien | „ |
| – Riksrådet Karl Bonde i brev till Axel Oxenstierna 1635, |                                                                                |   |

## Första epoken

### Ledning

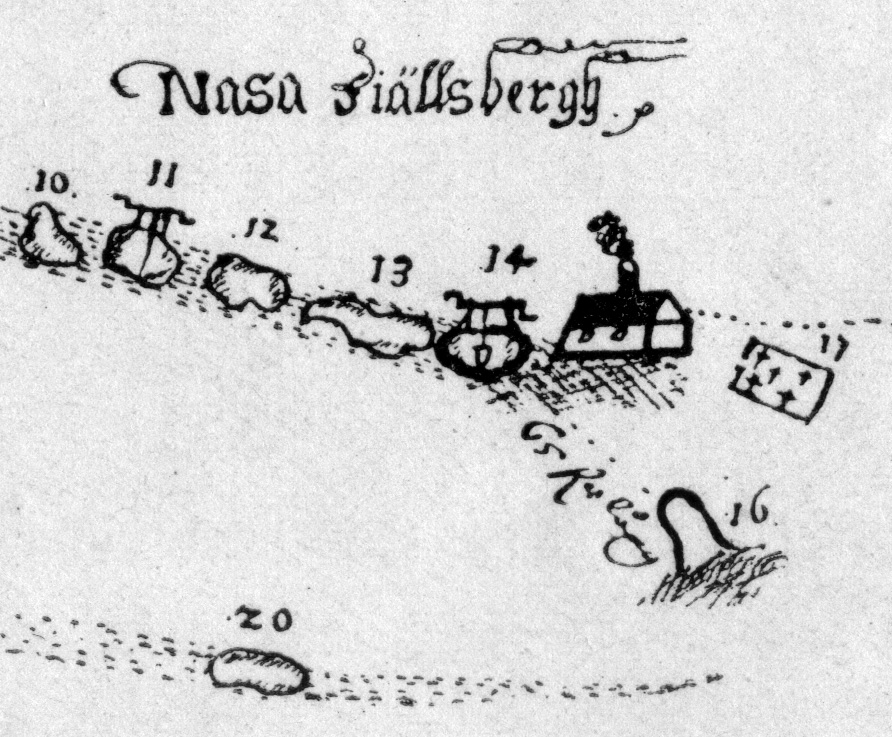
Nasafjälls silvergruva på en karta från 1646. Siffrorna avser olika gruvhål, utom 17 som är kyrkogården.

Arbetet inleddes i början av sommaren 1635 under ledning av lappfogden Olof Jonsson, som ibland titulerades inspektor. Sedan verket tilldelats formella bergsprivilegier av drottning Kristinas förmyndarregering 1637 utsågs bergsskrivaren Hans Philip Lybecker till bergmästare i det nyinrättade tionde bergmästardömet. Han bosatte sig i Piteå och ledde därefter arbetet vid silververket.
År 1642 utsågs den tidigare kammarskrivaren Isak Isaksson Tiock till underbergmästare och assistent åt Lybecker. Samtidigt blev Ægidius Otto från Falun bruks- och proviantskrivare. När Lybecker i november 1644 utnämndes till bergmästare vid Stora Kopparberget flyttade han till Falun. Han behöll det övergripande ansvaret för Nasafjälls silververk, men den närmaste ledningen för arbetet uppdrogs nu åt Isak Tiock och Ægidius Otto.
Från och med 1650 utarrenderades bruket till Ægidius Otto och lappfogden Olof Jonsson. Isak Tiock blev samtidigt befordrad till bergmästare. Sedan Olof Jonsson avlidit 1655 övertogs hans andel i bruket av sonen, senare av änkan och slutligen av hennes måg Johan Persson.

### Arbetskraft
Arbetsfolk med erfarenhet av silverbrytning rekryterades redan 1635 från Sala silvergruva samt Lövåsens silververk i Stora Skedvi socken. Det var hyttmästaren Hans Köhler, gruvfogden Hans Beck och tolv ”bergssällar” eller bergsmän – samtliga tyskar. Snart tillkom sex svenska timmermän, ett tiotal svenska arbetare samt två samiska kockor. År 1636 härjade en svår sjukdom bland tyskarna, och sex av bergsmännen avled liksom gruvfogden Hans Beck. De ersattes med svenska arbetare.
De första rekryteringarna tycks ha skett på frivillighetens väg. Men arbetet på fjället var hårt och besvärligt, och bland den svenska befolkningen i kustlandet fanns inte mycket folk att undvara på grund av knektutskrivningarna till trettioåriga kriget. För att trygga arbetskraftstillgången till det nationellt viktiga silververket utfärdades därför en kunglig resolution 1638, som innebar att de knektar som skrevs ut inom Skellefteå, Piteå och Luleå socknar skulle befrias från krigstjänst och i stället skickas upp till Nasafjället. Där skulle de arbeta i gruvan och hyttan mot kost och en låg ekonomisk ersättning. Det rörde sig till en början om totalt 87 personer. Dessutom utfärdades ett pardonsbrev, enligt vilket förrymda knektar skulle benådas om de tog tjänst inom bergsbruket.
Knektarna indelades i två lag, som växelvis skulle arbeta på fjället i tremånadersperioder och därefter vara fria lika länge. Frimånaderna skulle tillbringas i kustlandet där knektarna kunde ”bekomma frisk luft” i stället för fjällets blyrök och giftiga ångor.

### Gruvområdet på Nasafjället
| ”                                                   | ...här å Nasafjäll är dock allt för barbariskt, eljest ligger det snart sagt uti världens yttersta vrå, där föga annat hela året igenom synes än himlen och snöfjällen... | „ |
| – Bergmästare Lybecker i brev till bergsamtet 1641, | |   |

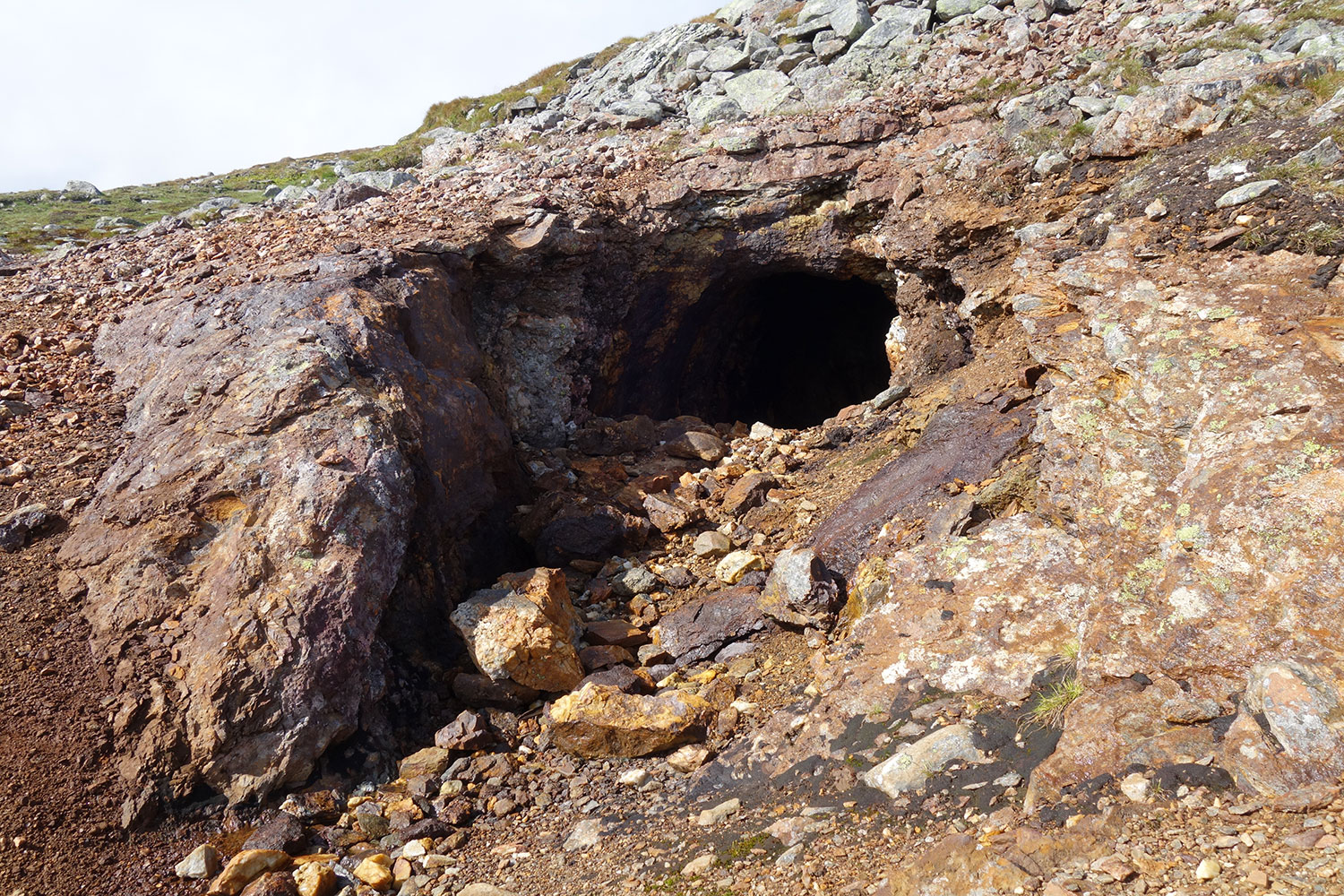
Ett av de gruvhål på Nasafjället som troligen tillkom på 1600-talet.

Silverfyndigheten på Nasafjället ligger uppe på kalfjället, ett par mil från närmaste fjällbjörkskog (66°28′26″N 15°24′12″Ö / 66.47389°N 15.40333°Ö). Eftersom det var svårt att skaffa ved för malmbrytning med tillmakning började de tyska bergsmännen i december 1635 tillämpa en metod som tidigare inte använts i större skala i Sverige: sprängning med krut.
Ett tiotal olika gruvhål eller stollar öppnades. Vid en undersökning som genomfördes 1660, efter brytningens nedläggning, noterades följande gångar: Morgonrödagruvan, Sköngruvan, Falkgruvan, Pfundtgruvan, Drottninggruvan, Kompaniets gruva, Nils-Jonsgruvan och Norrgruvan, samt Rödgruvan vid foten av Nasafjället. Under slutet av 1630-talet skedde en del av brytningen av privata intressenter från Piteå borgarskap.
Transporterna ned till hyttan i Silbojokk var besvärliga och kostsamma. Därför skedde en första sovring eller skrädning av malmen redan i anslutning till gruvorna. Det innebar att de brutna bergsstyckena knackades sönder med släggor eller hammare så att man fick fram så rena malmstycken som möjligt.

### Hyttan vid Silbojokk

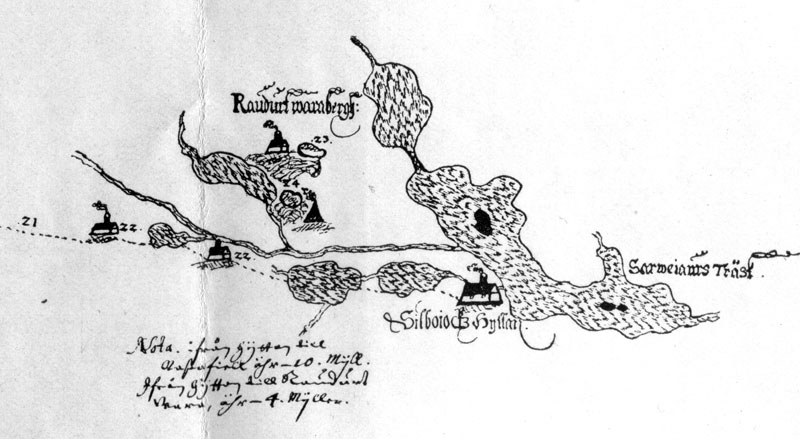
Silbojokks hytta vid "Sarweiaurs Träsk" (Sädvvájávrre) på en karta från 1646. Från vänster kommer vintervägen från Nasafjäll, längs vilken finns två stugor. 23. markerar den förmodade vismutfyndigheten på Raudurtvare (se nedan) som redan då hade övergivits. Nederst står: Nota. Ifrån hyttan till Nasafjäll är 10 mil [små mil, ca 5 km], ifrån hyttan till Raudurtvare är 4 mil.

Lämplig hyttplats utsågs vid en vik vid södra stranden av Sädvvájávrre, där en bäck har ett fall på några meter strax före utloppet (66°29′06″N 16°23′12″Ö / 66.48500°N 16.38667°Ö). Hyttplatsen och bäcken kom att kallas för Silbojokk (”Silverbäcken” – bäckens namn stavas på dagens kartor Silbbajåhkå). En smälthytta uppfördes under sommaren och hösten 1635, tillsammans med drivhus (där blyet drevs bort från silvret), smedja och stugor. Silbojokks kyrka byggdes för Silbojokks församling.
År 1639 tillkom ett vattendrivet bokverk där malmen bokades, det vill säga finkrossades av järnbeslagna stampstockar. De tyngre malmmineralen skildes därefter från det lättare gråberget och kvartsen genom vaskning. Senare sattes ett bokverk även upp på fjället vid gruvorna.
Innan hyttan anlades i Silbojokk omgavs Sädvvájávrre av tallskogar. Minst 4 000–5 000 ha kalhöggs för framställning av träkol till smältningsprocessen. Endast mycket unga träd lämnades kvar, och tallskogen har aldrig hämtat sig. Framför allt området runt sjöns västra del domineras idag av fjällbjörkskog med endast enstaka tallar.
När Sädvvájávrre reglerades 1942 och 1953 skadades brukslämningarna delvis. Inför en ytterligare dämning genomfördes en arkeologisk undersökning av platsen 1983 och 1984. Då dokumenterades lämningar från två hyttor, två stora slaggvarp, smedja, stall, bagarstuga, rökstuga för kött, flera bostadshus med mera. Vid den efterföljande dämningen förstördes hyttområdet nästan helt. Efter dämningsgränsens höjning 1985 utsattes hyttområdet årligen för kraftig påverkan av vatten och is. Efter att stora jordmassor spolats bort hittade två ortsbor ett kranium 2002, vilket ledde till att en räddningsundersökning genomfördes 2004. Arkeologerna kunde konstatera att det var den gamla begravningsplatsen som kommit i dagen. Där fanns också en husgrund som antogs vara rester efter en av de två kyrkobyggnader som funnits i Silbojokk. Inuti och omkring grunden hittades elva gravar med totalt 15 individer. Vid fortsatta utgrävningar 2005 hittades ytterligare tolv gravar samt lämningar efter minst 13 individer. Då påträffades även rester av vad som antogs vara den andra kyrkobyggnaden. Ännu en undersökning genomfördes 2015, då begravningsplatsens utbredning kunde avgränsas på ett bättre sätt och närmare 250 lösfynd hittades i svallgrundet, mest spik men även mänskliga ben, fönsterglas och bly. Tre gravar undersöktes. Det ansågs nu klarlagt att man lokaliserat rester efter båda de kyrkobyggnader som ska ha uppförts i Silbojokk.

### Fyndigheter i närheten av Silbojokk
Den 14 juli 1641 meddelade bergmästare Lybecker att han av samerna Unge Anders Larsson och Hans Friare hade fått motta malm insamlad på berget Raudurtvare (jämför kartan ovan; berget kallas nu Såmbertjårro), knappt två mil nordväst om Silbojokk. Närmare undersökningar visade att blyglans förekom i en lång kvartsgång. Dåtidens malmletare trodde sig också ha funnit vismut på Raudurtvare. I en av bergskollegiets relationer står: ”Uppå bemälda Raudurtvare är funnet ett stort berg av idel vismut, och strax därhos något silvermalm”. Senare analyser har emellertid visat att det som man då tog för vismut i själva verket var arsenikkis. Viss brytning av blyglans skedde på berget, men fyndigheten övergavs redan vid mitten av 1640-talet.
Malmbrytning skedde även på klippformationen Jakobs Knabbe ungefär fem kilometer sydsydväst om Raudurtvare. En gruvgång togs upp 1646, men arbetet avbröts redan 1647. Än idag kan man återfinna gången, som är fyra meter hög, två–fyra meter bred och 25 meter lång.

### Transportsystem
| ”                                                                | Vägen är mäkta lång och faller stort besvär där hän att resa | „ |
| – Landshövding Stellan Mörner efter en resa till Nasafjäll 1636, |                                                              |   |

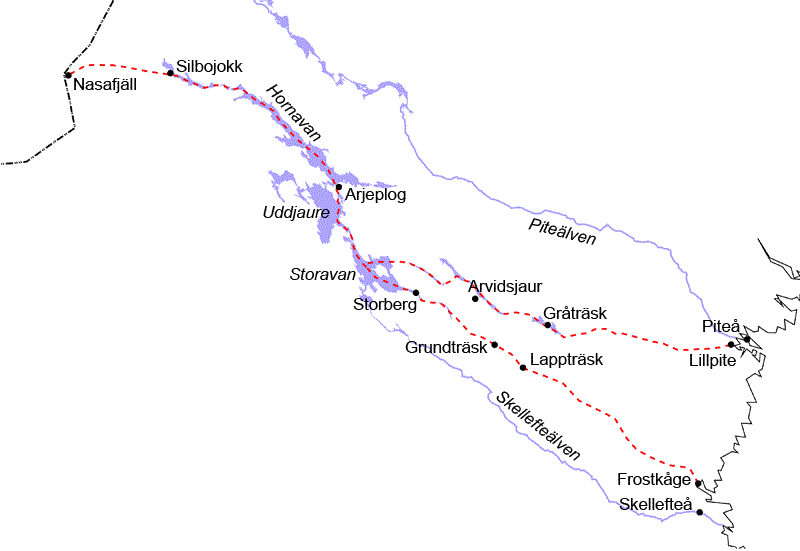
Sommarvägarna mellan kusten och Nasafjäll under 1600-talet.

När silverfyndigheten på Nasafjället upptäcktes fanns inga vägar genom lappmarken. För att verksamheten skulle fungera måste ett transportsystem byggas upp. När bruksknektarna skulle byta av varandra var tredje månad skulle ett 50-tal man ta sig den långa vägen upp till silververket, och lika många åt andra hållet. Persontransporterna måste alltså utföras året runt. Sommartid gick man till fots mellan vattenlederna, eventuellt tillsammans med klövjedjur, och roddes sedan längs större sjöar och vattendrag.
Ett avsevärt arbete lades ned på att ställa i ordning vandringsleder mellan sjöarna. Broar byggdes över vattendrag, vilstugor uppfördes på lämpliga platser och kavelbroar lades ut över myrarna. Kavelbroarna kunde i många fall återfinnas ännu på 1940-talet, vilket innebar att sommarlederna då kunde rekonstrueras i detalj. Från Piteå, eller rättare sagt Lillpite, dit det fanns vattenväg från Svensbyfjärden, gick leden via Kilberg och Ersträsk till Gråträsket, som användes som vattenled upp till Gråträsk, det sista nybygget före lappmarksgränsen. Leden fortsatte över sjön Pjesker och upp i Sikån, gick över land till Arvidsjaursjön, som följdes förbi Arvidsjaur och upp i Västra Kikkejaure. Från Svanaviken gick en ny kavelbro över till Långträsket, som följdes i hela sin längd, innan man tog landvägen över till Storbodfjärden i Storavan. Storbodfjärden har fått sitt namn av att ett stort magasin uppfördes där, eftersom det var landtransporternas slutpunkt. Vidare västerut kunde man färdas med båt över de stora sjöarna Storavan, Uddjaure och Hornavan upp till Sädvvájávrre och hyttan i Silbojokk.
En andra sommarled iordningställdes från Frostkåge utanför Skellefteå till Avaviken i Storavan förbi Drängsmark, Stavaträsk, Lappträsk (norr om Glommersträsk), Myrträsk, Grundträsk och Storberg.
Sommarlederna var framför allt till för persontransporterna. Godstransporter skedde däremot nästan uteslutande vintertid, såväl transporter av förnödenheter till silververket som transporter av färdigt silver i motsatt riktning. Detta skedde medelst rendragna ackjor, eftersom det vintertid bara var renar som kunde hitta föda efter vägen.

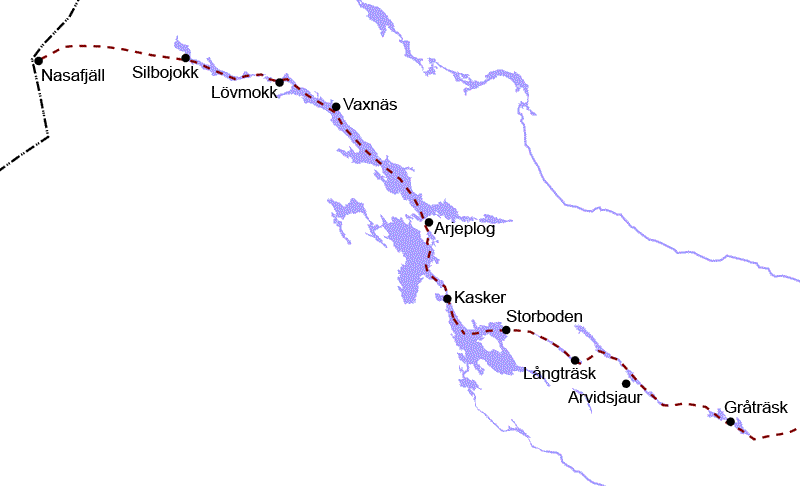
Vinterleden från Gråträsk till Nasafjäll, med hållställena markerade. Alla hållställen var inte i drift samtidigt.

Från Piteå och upp till det översta nybygget i Piteå socken, Gråträsk, fick kustlandskapets bönder sköta transporterna med häst. Mellan Gråträsk och Silbojokk inrättades fem skjutshåll: Arvidsjaur, Långträsk, Semisjaur (antagligen en plats vid Kasker), Arjeplog och Vaxnäs (vid Hornavan). En annan källa anger följande hållställen: Gråträsk, Arvidsjaur, Kasker (snart ersatt med ett hållställe vid Storboden), Arjeplog, Vaxnäs och Lövmokk.
Kronan samlade ihop tionderenar från alla lappmarkerna och placerade 50 renar vid varje skjutshåll. Vid varje skjutshåll stationerades också sex samer som skulle tjänstgöra under en treårsperiod och därefter få avlösning. Dessa så kallade hållappar (håll-lappar) fick ansvar för att utföra alla transporter och skjutsningar för brukets räkning. Vintertid skulle de köra skjutsar, sommartid ro bruksknektarna över de stora sjöarna. För detta fick de skattefrihet samt en ersättning bestående av mjöl, vadmal, tobak, salt och brännvin.
Även malmtransporterna mellan gruvan på Nasafjället och hyttan i Silbojokk krävde medverkan av samer, närmare bestämt 24 samer med 300 renar. Dessa transporter sköttes av fjällsamer som tillbringade somrarna i de norska fjälltrakterna och vintrarna i skogslandet närmast fjällen på svenska sidan.
År 1993 invigdes en snöskoterled som i stora drag följer den gamla leden från Piteå till Nasafjället och som fick namnet Nasaleden.

### Inverkan på samerna

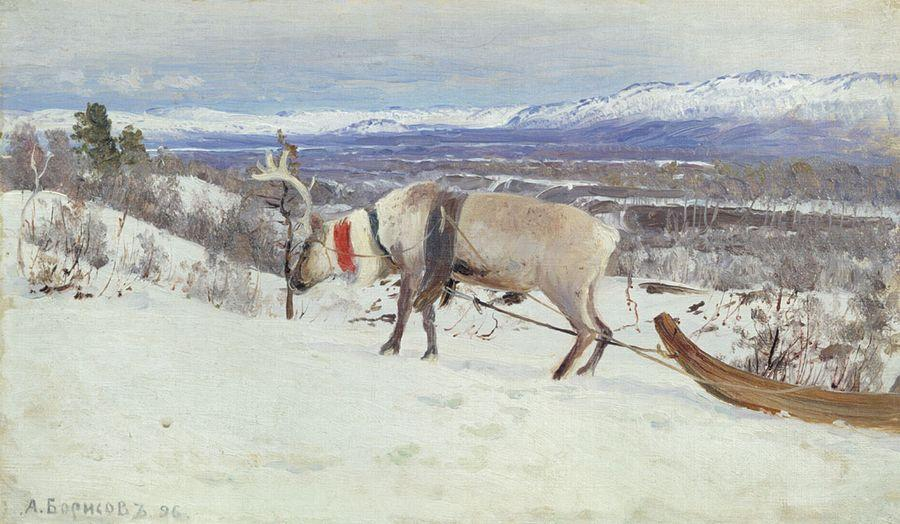
Ren och ackja.

Transportsystemet krävde alltså ett mycket stort antal samers medverkan. Samerna i Pite lappmark räckte emellertid inte till för att upprätthålla systemet. När drottning Kristina 1640 inrättade de nya församlingarna Arjeplog, Silbojokk och Nasafjäll såg hon därför till att också tillföra fler hållappar. Till Arjeplogs kyrka skulle hädanefter höra samerna i Laisbyn och Granbyn i Ume lappmark, samt Tuorponjaur i Lule lappmark. De blev samtidigt indragna i skjutsskyldigheten.
Till en början sägs samerna ha varit glada åt att få utföra skjutsar och roddar mot ersättning, men ganska snart började åliggandena kännas betungande. Hållapparna skulle ständigt finnas till hands och hade svårt att utöva sina ordinarie näringar. Några år in på 1640-talet började samer flytta till Torne lappmark för att slippa undan skjutsskyldigheten, och de kvarvarande blev snart så få att hela transportsystemet var hotat. Vid 1650-talets ingång hade problemen blivit stora. Hållapparna var inte längre så noga med att sitta på pass vid skjutshållen, vilket medförde att resenärerna kunde få vänta på dem i en vecka eller mer. En del samer hade skäl att vara missnöjda. De som tjänstgjorde vid hyttan hade till exempel fått tjänstgöra sju–åtta år i stället för avsedda tre. En hållapp vid namn Tore Jonsson reste sommaren 1653 till Stockholm för att träffa assessorn i Generalbergsamtet, Erik Fleming, och begära att få slippa hålltjänsten. Det finns inga uppgifter om huruvida han lyckades. Däremot vet man att lappfogden i mitten av 1650-talet tog till krafttag för att få samerna att utföra transporterna. Enligt en rapport från 1657 skulle samerna då ha blivit mer medgörliga.
Efter nedläggningen av bruket konstaterade landshövding Johan Graan i en skrivelse till Kammarkollegium att många av de samer som skött transporterna åt Piteå silververk hade blivit alldeles utblottade.

#### Hårda bestraffningar?
Vilka medel som lappfogden och bruksfolket tog till för att få samerna att utföra transporterna är inte känt, men det finns många berättelser om tvång och straff. Särskilt omtalad är en bestraffningsmetod som redan Petrus Læstadius i början av 1800-talet hävdade hade kommit till användning i Nasafjäll. Bruksherrarna skulle ha huggit upp två vakar i isen på någon sjö och låtit dra den trilskande samen i rep från den ena vaken till den andra – en lappmarksform av kölhalning. Samma berättelse har också kopplats till Luleå silververk. Författaren Tore Abrahamsson, som diskuterar saken i sin bok om det sistnämnda verket, menar att det inte finns några belägg för att metoden skulle ha använts någonstans. Även en annan författare som behandlat ämnet, Kenneth Awebro, påpekar att de påståenden om omänsklig grymhet mot samerna som en del författare framfört är helt obevisade.
Kanske har berättelsen sin grund i en händelse som ska ha ägt rum vid hyttan i Silbojokk. I ett intyg, daterat 1660, berättade några bruksarbetare att de på dåvarande underbergmästare Isak Tiocks befallning kastat några trotsiga hållappar i hyttdammen: ”Vi bundo om dem ett par tömmar, stötte dem utföre i forsen några resor och dem sedan uppdrogo, att vattnet gick dem utav munnen igen, såsom allt bruksfolket väl veterligt och kunnigt är”. Detta skulle ha skett i mitten av 1640-talet, alltså 15 år innan intyget skrevs. Tore Abrahamsson ifrågasätter att ens denna bestraffning faktiskt ägt rum.

### Den första epokens slut
Sedan Karl X Gustavs första danska krig brutit ut nåddes landshövding Johan Graan fram emot hösten 1657 av oroande nyheter om att krigsfolk från Norge drogs samman i närheten av gränsen. Tiden gick emellertid utan att någonting hände. Freden i Roskilde slöts 1658, varefter Karl X Gustav återupptog stridshandlingarna mot Danmark (Karl X Gustavs andra danska krig). I slutet av sommaren 1659 samlade länsherren över det norska Nordland fylke,  Preben von Ahnen, i all tysthet ihop en styrka på omkring 100 man. I mitten av augusti gick han tillsammans med sina mannar över gränsen ned mot Silbojokk och brände ned kyrkan, hyttan och övriga anläggningar. Därefter fortsatte styrkan till Nasafjället och förstörde även där så mycket som möjligt. En svensk allmogehär uppbådades i Piteå och Skellefteå socknar, men innan de kom fram hade den fientliga truppen för länge sedan avlägsnat sig. Det som fanns kvar av verktyg och redskap samlades in och gömdes vid Sädvvájávrre eller fördes till Arjeplog för att magasineras där. Verksamheten fick därefter ligga nere.

## Andra epoken

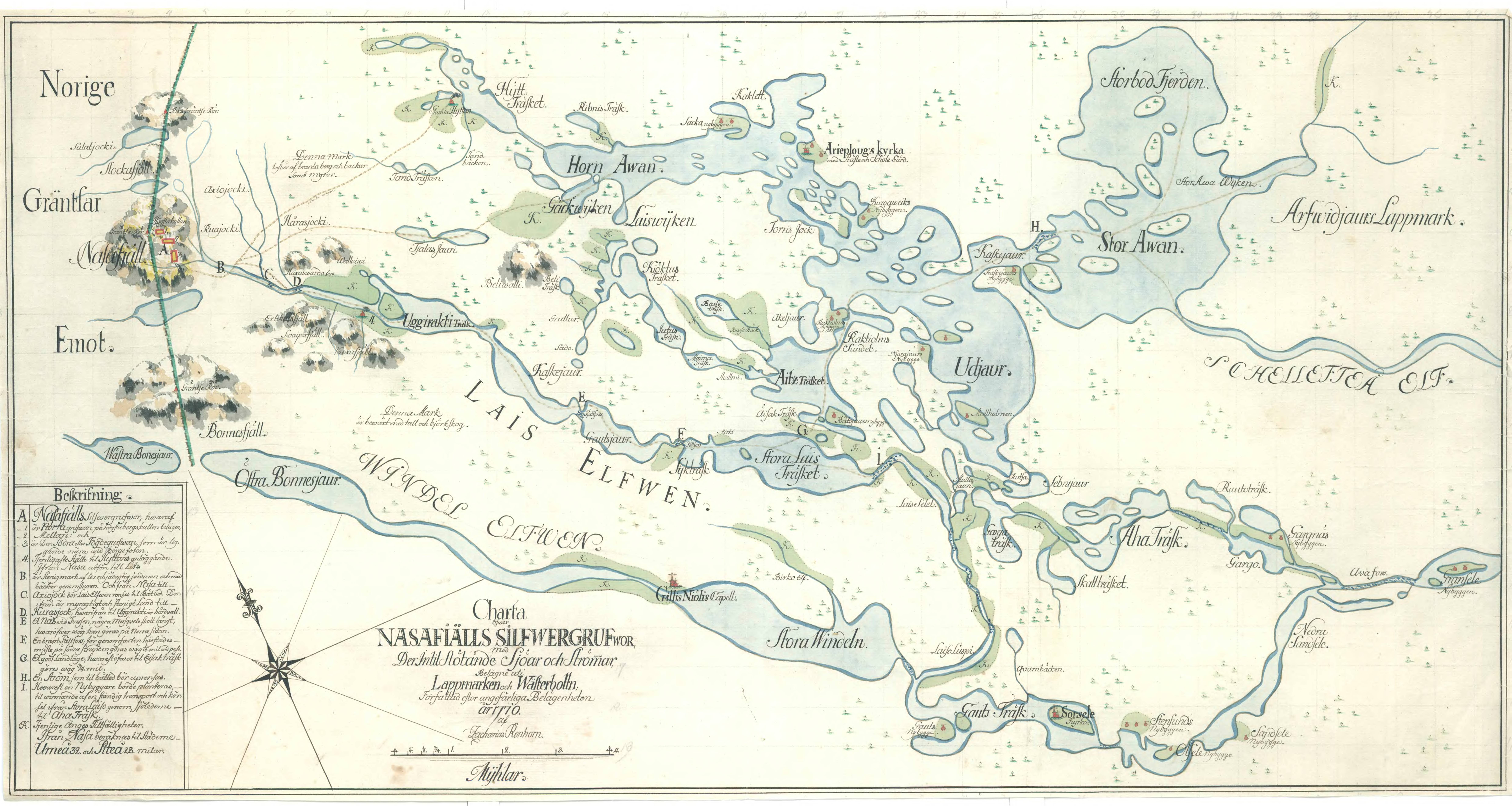
Karta från 1770 över Nasafjälls silvergruvor och intilliggande sjöar.

År 1769 skaffade sig landskamreraren i Västerbottens län, Nils Bergström i Umeå, en mutsedel för gruvfältet på Nasafjället tillsammans med några andra intressenter. Ett bolag med 100 andelar bildades i Piteå 1770. Bergsprivilegier beviljades den 17 februari 1774. Under mellantiden hade provbrytning skett uppe på Nasafjället, med gott resultat. Hyttan i Silbojokk skulle inte återuppföras, utan i stället planerades en ny hytta vid bäcken som går mellan sjön Lárvvejávrre och selet Iraft i Laisälven, en plats som fick namnet Adolfström. Under somrarna 1774 och 1775 byggdes där en hytta med två smältugnar samt driv- och kalcinationsugnar. De första smältförsöken med malm från Nasafjället gjordes på hösten 1775. Som hyttmästare, sedermera bergsfogde, anställdes Carl Læstadius, som skulle bli far till Petrus och Lars Levi Læstadius.
En ny malmfyndighet påträffades 1774 ett par mil sydost om Nasafjäll, på fjället Skuortatjåkkå (66°24′44″N 15°45′00″Ö / 66.41222°N 15.75000°Ö). Den fick namnet Gustafsfält. Under 1775 bröts malm med gott resultat, men året därpå gick det sämre. Malmbrytningen återupptogs i stället på Nasafjället. Den största gruvöppningen på Gustafsfält mäter 8x8 meter och är vattenfylld. En hel del uppbruten och sovrad malm ligger fortfarande kvar i ett förråd byggt av upprättstående flata stenar.
Verksamheten ville aldrig riktigt lyfta under den andra Nasafjällsepoken. Intressenterna fick skjuta till ytterligare medel år efter år, men avkastningen uteblev. Bland annat var transporterna minst lika problematiska som på 1600-talet, såväl mellan gruvorna och hyttan som mellan hyttan och kusten. Förvaltningen av bruket övertogs 1797 av notarien Fredrik Jonsson, en man med stora planer men liten erfarenhet av silververk. Han fick snart bruksfolket emot sig, och de arbetare som varit fast bosatta i Adolfström tröttnade och flyttade därifrån. Gruvbrytningen bedrevs därför i liten skala och hyttverksamheten låg helt nere 1797–1800. Hösten 1801 flyttade Fredrik Jonsson från lappmarken och gick sedermera i konkurs. Hans rättigheter i bolaget överläts till en av hans borgenärer, major Georg Bogislaus Staël von Holstein i Stockholm. Denne utförde stora insatser för lappmarkens kolonisation och uppodling, men hade inte förmågan att rädda silververket. Även om omfattande reparationer och ombyggnationer skedde i Adolfström under ledning av tidigare geschwornern vid Dannemora gruvor, Leonard Horneman, förblev silverproduktionen obetydlig. Staël von Holstein blev alltmer skuldsatt, och 1810 lämnade han Adolfström för att aldrig mer återkomma. Därmed upphörde bergverksrörelsen på Nasafjället och i Adolfström fullständigt. År 1821 brann hela hyttanläggningen utom boningshusen ned.
I Adolfström finns grunderna från bland annat hyttan och smedjan kvar som minnesmärke. En byggnad står kvar från bruksepoken, den så kallade Majorsgården, som uppfördes på 1770-talet men som fått sitt namn efter major Staël von Holstein. När den förste nybyggaren slog sig ned i Adolfström 1841 bosatte han sig i byggnaden, som förblev bebodd fram till 1955. Det anses vara ett av Norrbottens län äldsta boningshus.

### Nybyggen hörande till Nasafjällsbolaget
Enligt bergverksprivilegierna från 1774 hade Nasafjällsbolaget fått rätt att anlägga nybyggen inom Pite lappmark och inom de allmänningsskogar i kustlandet som gränsade till Pite, Ume och Ångermanna lappmarker. Innehavarna befriades från knektutskrivning och andra pålagor, med undantag av mantalspenningar. I gengäld skulle de vara bruket behjälpliga med transporter och andra tjänster. Merparten av de nybyggen som redan fanns i Pite lappmark 1774 övertogs av bruket, men många nybyggen insynades också av bolaget, företrädesvis längs viktiga färdleder.
Omkring år 1800 lydde följande nybyggen under bruket:
- Arjeplogs socken: Kasker, Mullholm, Nurrholm, Kurrokvejk, Sakkavare, Racksund, Båtsjaur, Laisvall, Buokt, Jutis, Gauto, Jäkkvik, Gustafsholm, vilket var samtliga då existerande nybyggen utom Laisvik.
- Arvidsjaurs socken: Storavaviken (nu Avaviken), Grundträsk (2 nybyggen), Sandträsk, Lappträsk, Blötliden (flyttat till Långträsk), Lauker (2 nybyggen), Järvträsk, Baktsjaur, Järtajaur, Månsträsk.
- Malå socken: Kokträsk, Malånäs, Gamla Lainejaur (öde), Östra Lainejaur.
- Norsjö socken: Mensträsk.
- Piteå socken: Björkliden, Björknäs, Långträsk, Kilberget (2 nybyggen), Enträsk (2 nybyggen).
- Jörns socken: Missenträsk (2 nybyggen), Bjurvattnet.

## Tredje epoken

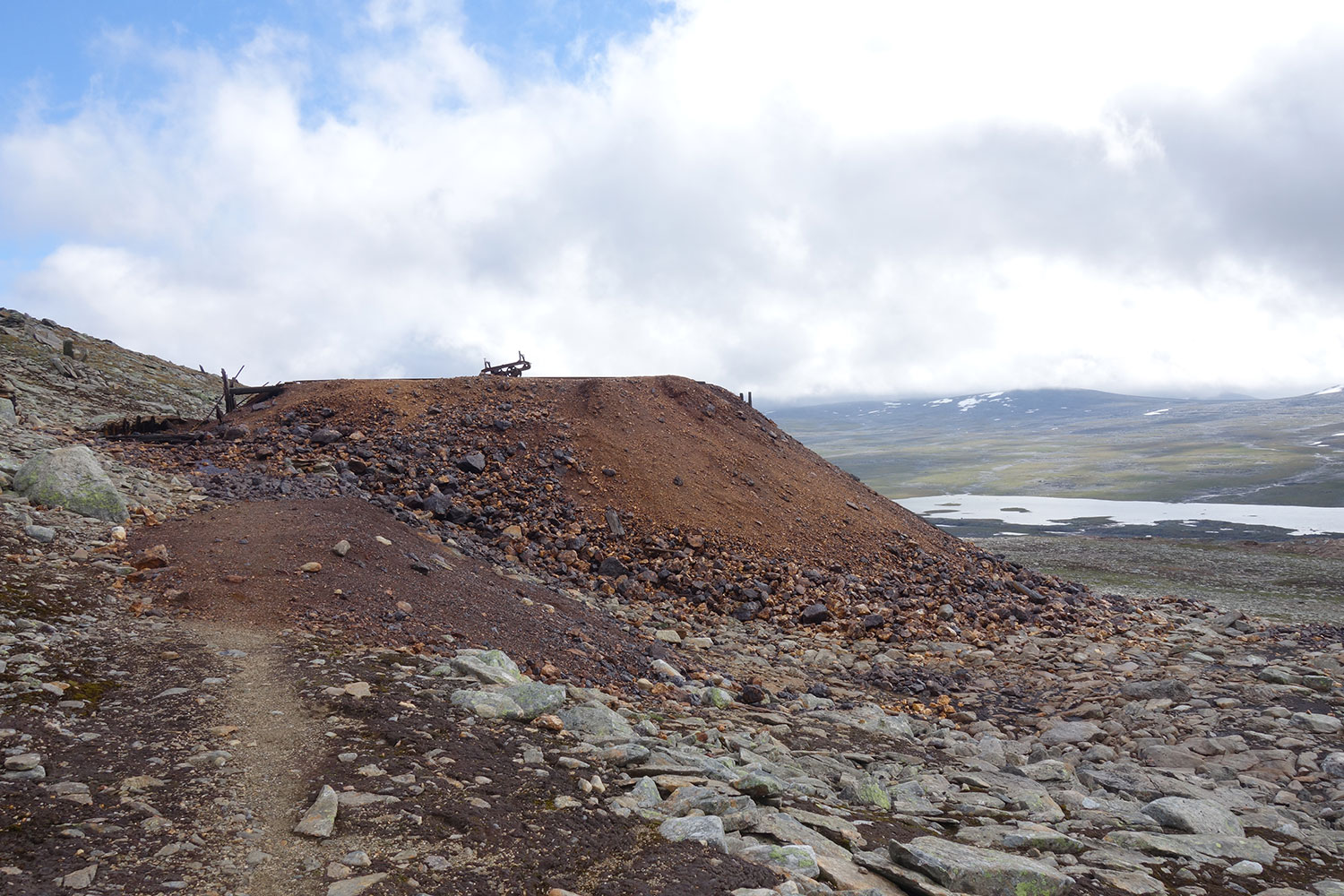
Lämningar efter den tredje epokens brytning vid den så kallade Sydvästra stollen.

Under 1800-talet riktades flera gånger intresse mot silverfyndigheten i Nasafjäll. År 1889 bildades ett bolag, Nasafjälls AB, som upprättade ett kostnadsförslag för verksamhetens återupptagande. Planen var nu att medelst en sju kilometer linbana skicka malmen västerut till Norge, använda järnväg för vidare transport till Mo i Rana och därifrån exportera malmen med båt. Bolaget utförde också en hel del undersökningar, bröt malm och uppförde stugor. Någon ny silverutvinning kom dock aldrig till stånd.

## Nasafjäll idag

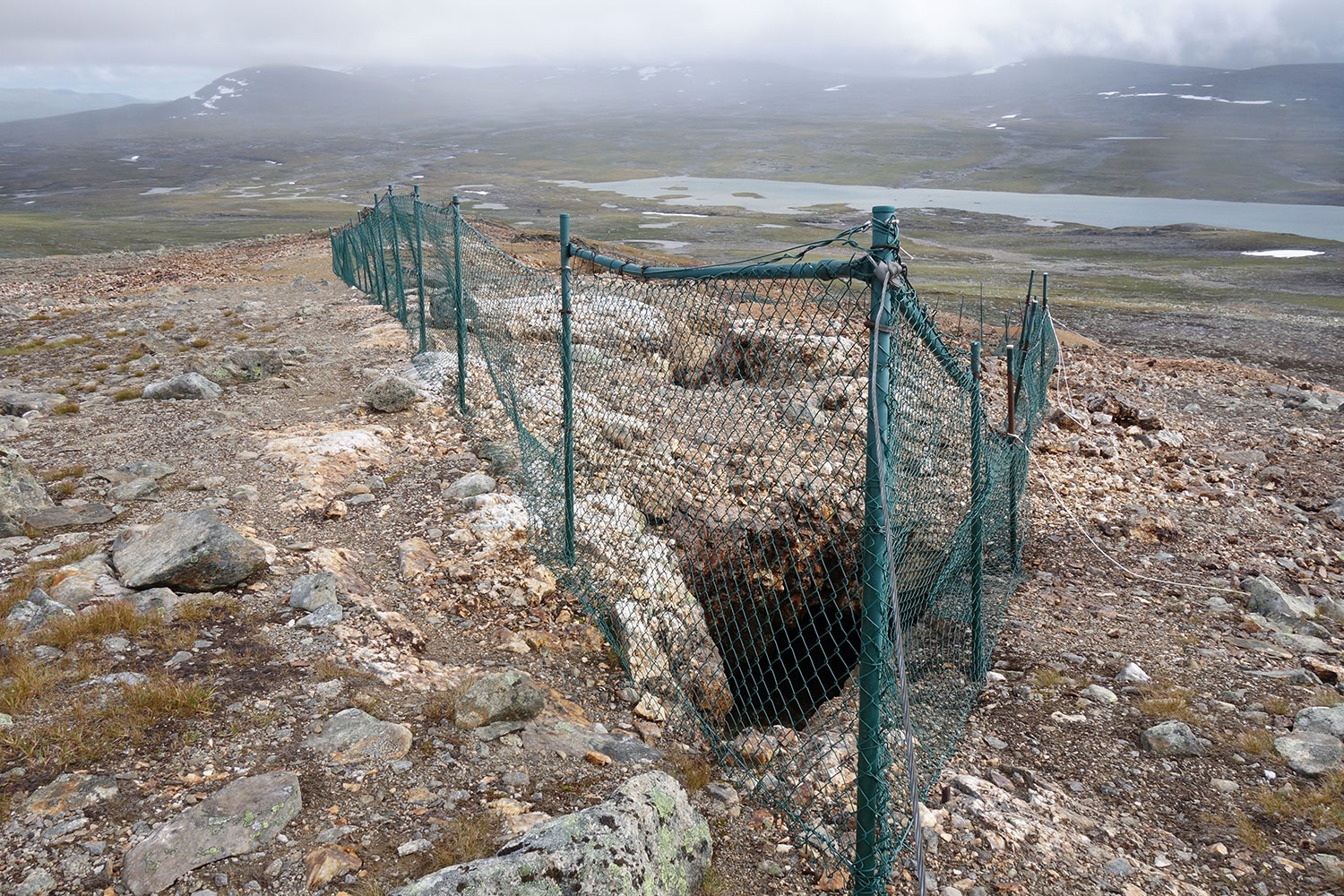
Vy från gruvområdet på Överberget mot sjön Silbbajávrre.

### Föroreningar
I det vatten som rinner av från gruvområdet finns förhöjda halter av järn, koppar, bly, arsenik, zink och svavel. Sjön nedanför gruvan, Silbbajávrre (Silbajaure), tros därför vara förorenad.

### Riksintresse
Nasafjällsområdet är av riksintresse för kulturmiljövården (BD 4). Adolfström ligger inom det riksintressanta området Laisälven (BD 1).

### Turism
Nasafjället ligger fortfarande i väglöst land. Inom Sverige kan man vandra dit på leder från Vuoggatjålme, Adolfström eller Ammarnäs, vilket tar tre–sex dagar beroende på utgångspunkt. Från Norge kan man gå upp från väg E6 vid Randalsvollen och nå Nasafjället efter åtta kilometers vandring. I gruvområdet syns ännu ett antal gruvhål, några ruiner och en kyrkogård. En restaurerad gruvstuga från 1889 kan nyttjas som rastskydd.
Till Adolfström finns väg, och Kungsleden går förbi orten.